# Earl Boykins
Earl Antoine Boykins (* 2. Juni 1976 in Cleveland, Ohio) ist ein ehemaliger US-amerikanischer Basketballspieler, der die meiste Zeit seiner Profikarriere in der NBA spielte. Er war mit einer Körpergröße von 1,65 Metern der zweitkleinste Spieler der Liga-Geschichte, hinter Muggsy Bogues.

## NBA-Karriere
Boykins wurde als ungedrafteter Spieler im Jahr 1999 von den New Jersey Nets unter Vertrag genommen. Dort kam er allerdings kaum zum Einsatz und wechselte kurze Zeit später zu den Cleveland Cavaliers.
Im Anschluss spielte er für die Teams der Orlando Magic, Los Angeles Clippers, Golden State Warriors, Denver Nuggets, Milwaukee Bucks und Charlotte Bobcats.
Als Boykins im Jahr 2008 kein gutes Angebot von einem NBA Team bekam, ging er für ein Jahr nach Italien zu den Virtus Bologna. Er kehrte ein Jahr später wieder in die NBA zurück und unterschrieb für eine Spielzeit bei den Washington Wizards.
Im März 2012 erhielt er einen 10-Tages-Vertrag von den Houston Rockets. Das Team aus Texas waren Boykins’ letzte Station als Profibasketballer.

## Persönliche Bestleistungen
- 36 Punkte (2 mal)
- 13 verwandelte Würfe aus dem Feld (2 mal)
- 23 versuchte Würfe auf dem Feld: 22. Dezember 2006 gegen die Sacramento Kings
- 6 verwandelte 3-Punktewürfe: 10. Februar 2007 gegen die Denver Nuggets
- 9 versuchte 3-Punktwürfe (2 mal)
- 15 verwandelte Freiwürfe: 25. Februar 2005 gegen die Memphis Grizzlies
- 16 versuchte Freiwürfe: 25. Februar 2005 gegen die Memphis Grizzlies
- 3 Offensiv-Rebounds (3 mal)
- 5 Defensiv-Rebounds (3 mal)
- 7 Rebounds: 18. Dezember 2006 gegen die Washington Wizards
- 13 Assists: 28. Dezember 2003 gegen die Golden State Warriors
- 7 Steals: 29. November 2002 gegen die Denver Nuggets
- 2 Blocks: 4. November 2004 gegen die Minnesota Timberwolves
- 48 gespielte Minuten: 18. April 2007 gegen die Cleveland Cavaliers